# دی‌کومارول
دی‌کومارول (انگلیسی: Dicoumarol) یک داروی ضد انعقاد طبیعی است که ذخایر ویتامین K را تخلیه می‌کند (شبیه به وارفارین). همچنین در آزمایش‌های بیوشیمیایی به‌عنوان مهارکننده ردوکتازها استفاده می‌شود.
دی‌کومارول یک ماده شیمیایی طبیعی با منشا ترکیبی گیاهی و قارچی است. این ماده مشتقی از کومارین است، ماده ای با طعم تلخ اما خوشبو که توسط گیاهان ساخته می‌شود و خود بر انعقاد تأثیر نمی‌گذارد، اما (به طور کلاسیک) در خوراک‌های کپک زده یا سیلوی تعدادی از گونه‌های قارچ به دی‌کومارول فعال تبدیل می‌شود.  دیکومارول بر انعقاد تأثیر می‌گذارد و در یونجه شبدر شیرین مرطوب کپک زده به عنوان عامل بیماری خونریزی دهنده طبیعی در گاو کشف شد.
این دارو به صورت خوراکی داده می‌شود و ظرف دو روز عمل می‌کند.